# Людвіг Фьорстер
Крістіан Фрідріх Людвіг фон Фьорстер (нім. Christian Friedrich Ludwig von Förster 8 жовтня 1797, Байройт — 16 червня 1863, Бад-Глайхенберг) — австрійський архітектор.

## Життєпис
Людвіг Фьорстер — син інспектора лісового господарства князівств Ансбах і Байройт Крістофа Фьорстера. Навчався в Ансбахській гімназії. З 1816 року два роки навчався у Мюнхенській академії мистецтв. У 1819 році перейшов у Віденську академію образотворчих мистецтв, де вивчав архітектуру у Петера фон Нобіле і згодом за його протекцією шість років працював в академії.
У 1828 році Фьорстер відкрив літографічну і ливарну майстерні, в 1836 році заснував газету Allgemeine Bauzeitung. З 1839 року працював архітектором у власній майстерні, серед його співробітників був Отто Вагнер. Фьорстер зайнявся проектуванням для Відня, що активно розвивався, і виявив у цьому велику ініціативу. У 1843 році прийняв запрошення від свого вчителя Петера фон Нобіле і займав посаду професора Віденської академії образотворчих мистецтв до 1845 року. Згодом Людвіг Фьорстер захопився підприємництвом: відкрив ливарну майстерню в Берліні, добував цинк в Богемії і робив інвестиції в будівництво залізниць.
Разом із зятем Теофілом фон Гансеном Фьорстер повернувся до архітектурних проєктів у 1846 році. У 1858 році він брав активну участь в проєктуванні віденської Рінгштрассе. Спроєктував Велику синагогу в Будапешті — найбільшу синагогу в Європі. Фьорстер виявився одним із переможців відповідного конкурсу і створив проекти декількох житлових будинків і палацу Тодеско. Сини Людвіга Фьорстера Генріх та Еміль також стали архітекторами. У 1862 році у Фьорстера виявилася легенева хвороба, через рік він помер, перебуваючи на лікуванні. На наступний день після смерті йому надали дворянське звання. Ім'я Людвіга Фьорстера носить провулок у віденському Леопольдштадті.